# Tjernivtsi oblast
Tjernivtsi oblast är ett oblast (provins) i Ukraina. Huvudort är Tjernivtsi.
Området tillhörde tidigare Rumänien, men införlivades med Ukrainska SSR när Sovjetunionen ockuperade Bessarabien och norra Bukovina 1940.